# Un pezzo grosso
Un pezzo grosso (Very Important Person) è un film del 1961 diretto da Ken Annakin.